# 닭새우과
닭새우과(Palinuridae)는 십각목 닭새우하목에 속하는 갑각류과의 하나로 약 60여 종으로 구성되어 있다. 특히 오스트레일리아, 뉴질랜드 그리고 남아프리카에서 발견된다.

## 하위 속
전체 12개 속에 약 60여 종의 현존 종을 포함하고 있다.
- Jasus Parker, 1883
- Justitia Holthuis, 1946
- Linuparus White, 1847
- Nupalirus Kubo, 1955
- Palibythus Davie, 1990
- Palinurellus De Man, 1881
- Palinurus Weber, 1795
- Palinustus A. Milne-Edwards, 1880
- Panulirus White, 1847
- Projasus George and Grindley, 1964
- Puerulus Ortmann, 1897
- Sagmariasus Holthuis, 1991